# Лонке (гміна Ліпниця)
Лонке (пол. Łąkie, нім. Lonken) — село в Польщі, у гміні Ліпниця Битівського повіту Поморського воєводства.
Населення — 383 особи (2011).
У 1975-1998 роках село належало до Слупського воєводства.

## Демографія
Демографічна структура станом на 31 березня 2011 року:
|          | Загалом | Допрацездатний вік | Працездатний вік | Постпрацездатний вік |
| -------- | ------- | ------------------ | ---------------- | -------------------- |
| Чоловіки | 198     | 48                 | 133              | 17                   |
| Жінки    | 185     | 38                 | 114              | 33                   |
| Разом    | 383     | 86                 | 247              | 50                   |